# Dumitru Manea (labdarúgó)
Dumitru Manea (Cernica, 1948. december 7. – 2011. május 31.) román válogatott labdarúgó. 

## Pályafutása

### Klubcsapatban
Dumitru Manea 1965-ben került a Steaua București csapatához, ahol bemutatkozott, majd egészen 1970-ig játszott a román első osztályban. 1971-ben rövid ideig a másodosztályú Metalul Târgoviște játékosa volt, majd 1972-ben csatlakozott a Sportul Studenţeschez. 196 bajnoki mérkőzésen öt gólt ért el pályafutása során, majd 1979-ben visszavonult és az edzői stábban kapott feladatot az ifjúsági csapatoknál. Egy ideig volt a román korosztályos válogatottak vezetőedzője is. 

### A válogatottban
1976-ban három alkalommal pályára lépett a román válogatottban, részt vett a Balkán-bajnokság az évi mérkőzésein is.

## Magánélete
Manea 2011 tavaszán szívinfarktus következtében hunyt el, 62 éves korában.  Lánya, Oana Manea világ- és Európa-bajnoki bronzérmes kézilabdázó.